# 等离子喷涂
等离子喷涂是一种材料表面强化和表面改性的技术，可以使基体表面具有耐磨、耐蚀、耐高温氧化、电绝缘、隔热、防辐射、减磨和密封等性能。
等离子喷涂技术是采用由直流電驅動的等离子電弧作为热源，将陶瓷、合金、金属等材料加热到熔融或半熔融状态，并以高速喷向经过预处理的工件表面而形成附着牢固的表面层的方法。
等离子喷涂亦有用於醫療用途，在人造骨骼表面噴塗一層數十微米的塗層，作為強化人造骨骼及加強其親和力的方法。

## 外部連結
- Saint-Gobain Coating Solutions, The Ceramic Materials division of Saint-Gobain produces Thermal Spray Powders, Rokide® Ceramic Spray Systems and Rods, Thermal Spray Equipment  for Plasma Spray, PTA High Energy wires, powders, exclusive Flexicords, and Ekonol®  polyester powders for the PTFE filler markets. （页面存档备份，存于）
- 台灣科敏股份有限公司：Thermal Spray噴塗(溶射)應用 （页面存档备份，存于）
- 中国科学院：神奇的等离子喷涂人造骨骼